# Gretchenfrage

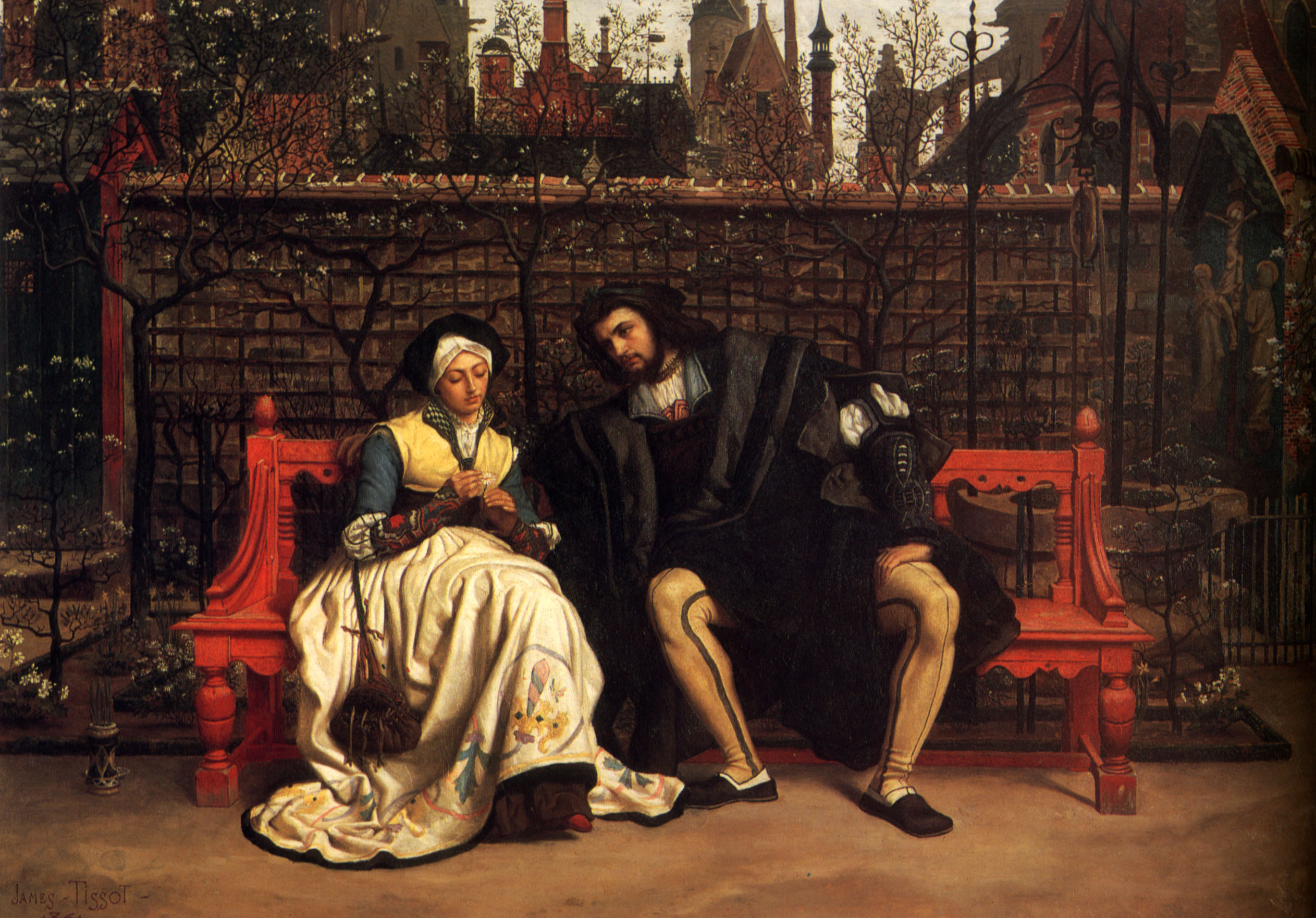
Faust et Marguerite dans le jardin (James Tissot, 1881).

Une Gretchenfrage, de l'allemand Frage (question) et Gretchen (diminutif du prénom féminin Margarete) (en français « question cruciale »), est une question délicate qui oblige son interlocuteur à une prise de position sans ambiguïté.
L'expression est tirée de la pièce Faust que l'écrivain allemand Johann Wolfgang von Goethe publie en 1808. Elle évoque l'innocence confrontée à la perversité, la piété humble face à l'orgueil intellectuel et s'est répandue dans le monde germanophone.
Dans la scène du jardin, Marguerite, pieuse adolescente, rencontre le docteur Faust qui a fait un pacte avec le diable et tente de la séduire. Marguerite, qui n'est au courant de rien, tombe amoureuse de Faust mais veut un mariage religieux. En découle sa question : « Et qu'en est-il pour toi de la religion ? Tu es un homme bon, qui a du cœur. Mais je crois que tu ne fais pas grand cas de cela ». Poussé dans ses retranchements, Faust ne peut répondre qu'à demi-mot ou mentir.